# Potkalinje (Krupa na Uni)
Pour les articles homonymes, voir Potkalinje.
Potkalinje (en serbe cyrillique : Поткалиње) est un village de Bosnie-Herzégovine. Il est situé dans la municipalité de Krupa na Uni et dans la république serbe de Bosnie. Selon les premiers résultats du recensement bosnien de 2013, il ne compte aucun habitant.
Avant la guerre de Bosnie-Herzégovine, le village faisait entièrement partie de la municipalité de Bosanska Krupa ; à la suite des accords de Dayton (1995), il a été partiellement rattaché à la municipalité nouvellement créée de Krupa na Uni, intégrée à la république serbe de Bosnie.

## Démographie

### Évolution historique de la population dans la localité
| 1948 | 1953 | 1961 | 1971 | 1981 | 1991 | 2013 |
| ---- | ---- | ---- | ---- | ---- | ---- | ---- |
| 557  | 590  | 606  | 523  | 446  | 284  | 0    |

|  |